# Белый дельфин
Белый дельфин, или речная соталия, или амазонская соталия, или амазонский дельфин (лат. Sotalia fluviatilis), также называемый «bufeo gris» или «bufeo negro» (оба эти названия распространены в Перу), — вид дельфиновых, встречающийся в реках бассейна Амазонки. Слово «тукуши» (англ. «tucuxi», произносится [tu: ku:∫i]) заимствовано из языков тупи и в настоящее время используется в качестве разговорного названия этого вида. Несмотря на то, что белый дельфин обитает в местах распространения настоящих речных дельфинов, таких как амазонский дельфин, генетически он не является их близким родственником и относится к «морскому» семейству дельфиновых.  Внешне белый дельфин напоминает афалину. Однако он достаточно отличается и от афалины, и от других бутылконосых дельфинов, чтобы быть выделенным в собственный род Sotalia. Некоторое время за белого дельфина ошибочно принимали ещё один вид дельфина, обитающий в прибрежных водах и речных устьях того же региона, но теперь эти животные выделены в отдельный вид Sotalia guianensis (гвианский дельфин; костеро, англ. costero).

## Внешний вид
Часто указывается, что белый дельфин внешне похож на афалину. Однако белый дельфин обычно мельче, он дорастает только до 150 см. Спина и бока этого дельфина — светлого голубовато-серого цвета. Брюхо намного светлее, часто розоватое. Спинной плавник обычно слегка крючковат. Рыло хорошо заметно, средней длины. На каждой из челюстей по 26-36 пар зубов.

## Таксономия
Белый дельфин как вид Sotalia fluviatilis был описан в 1853, его ближайший родственник гвианский дельфин (Sotalia guianensis) — в 1864. Эти два вида некоторое время рассматривались как подвиды или морская и пресноводная вариации одного вида. Позже были обнаружены существенные морфологические и генетические отличия между ними, что позволило считать их самостоятельными видами.

## Ареал
Белый дельфин встречается в Амазонке практически по всему её течению, а также во многих притоках этой реки, то есть на территории Бразилии, Перу, в юго-восточной Колумбии и в восточной части Эквадора. Множество особей дельфинов наблюдается и дальше на севере, в реке Ориноко, однако пока не ясно, к какому виду — белый дельфин или гвианский — относятся эти дельфины.

## Поведение
Белые дельфины держатся небольшими стадами по 10—15 особей, плавают всегда сплочёнными стадами. Это заставляет предполагать наличие у белых дельфинов высокоразвитого стадного/стайного поведения. Эти дельфины активны, любят выпрыгивать из воды, кувыркаться, подпрыгивать над водной поверхностью, бить по воде хвостом. Однако они не любят приближаться к лодкам.
Могут охотиться совместно с другими речными дельфинами. Питаются многими видами рыб. Живут до 35 лет.

## Охрана вида
Белые дельфины эндемичны для вышеуказанного региона. Хотя точных подсчётов их численности ещё не производилось, очевидно, что белые дельфины достаточно многочисленны. Существенной угрозой для них являются рыболовные сети. Также в бассейне Амазонки отмечаются случаи преднамеренной охоты на белых дельфинов ради их мяса. Ещё одной из угроз для данного вида является загрязнение, в частности — загрязнение воды соединениями ртути, вызываемое разработкой золотых месторождений.
В неволе белые дельфины часто болеют и плохо приручаются. Несколько особей белых дельфинов содержалось в неволе в аквариумах Европы, но последний из них, Пако, умер в 2009 году в зоопарке Мюнстера.

## Факты

Белые дельфины изображены на гербе Рио-де-Жанейро.